# Richard Butler (cantante)
Richard Lofthouse Butler (Londres, 5 de junio de 1956) es un cantante, compositor y pintor inglés. En el contexto de la música popular, Butler posee un tono de voz singular, ronco o áspero, muy característico. Saltó a la fama a principios de la década de 1980 como cantante principal de la banda de rock The Psychedelic Furs, y más tarde fundó la de rock alternativo Love Spit Love a principios de la década de 1990, durante una pausa de The Psychedelic Furs. Comenzó su carrera en solitario en 2006, cuando todavía era miembro de dicha banda, lanzando su álbum homónimo Richard Butler. Participó con Martin Gore en la composición de cuatro canciones del álbum Memento Mori de Depeche Mode de 2023.

## Primeros años
Richard Lofthouse Butler nació el 5 de junio de 1956 en Kingston upon Thames, al suroeste de Londres, Inglaterra. Su padre, George Butler, era químico investigador, comunista y ateo. En la década de 1970, estaba previsto que George Butler se convirtiera en embajador científico en la Unión Soviética, pero un amigo lo convenció de que este no sería un buen lugar para su familia. La madre de Butler era artista. Butler comenzó a estudiar en la escuela de arte de Londres con la idea de convertirse en pintor. Después de graduarse, trabajó en una tienda de serigrafía, pero fue entonces cuando tuvo la idea de formar una banda musical.

## Carrera musical
Butler formó The Psychedelic Furs en 1977 con su hermano, el bajista Tim Butler. Según Butler, los Furs comenzaron a ensayar en la salón principal de la casa familiar, pero pronto fueron desterrados de allí por el ruido que generaban. El caso es que muy pronto, junto con el guitarrista John Ashton, el guitarrista Roger Morris, el baterista Vince Ely y el saxofonista Duncan Kilburn, la banda logró un gran éxito musical y comercial.
The Psychedelic Furs hicieron una pausa a principios de la década de 1990, y Butler se convirtió en el fundador y cantante principal de una nueva banda, Love Spit Love. En el año 2000 Richard declaró que Love Spit Love había «entrado en remisión».
Su trabajo con Love Spit Love puede escucharse en la sintonía de la famosa serie televisiva Charmed (Embrujadas). Butler también cantó coros en «I Am Anastasia», de la banda estadounidense Sponge. «Am I Wrong», de Love Spit Love fue el tema de los créditos iniciales de la película de 1995 «Angus».
En 2001, los Psychedelic Furs se reagruparon después de una pausa de nueve años, y han estado de gira por todo el mundo desde entonces.
A principios de 2006, Butler lanzó el álbum solista homónimo Richard Butler, una colección de canciones dedicadas a su difunto padre, George Butler, y también al padre de Jon Carin, Arthur A. Carin (Carin fue el colaborador de Richard Butler en el lanzamiento, siendo coautor y arreglista de gran parte del álbum). En 2014, Butler hizo una versión del tema «She» de Charles Aznavour para la película Perdida.

## Carrera artística
A principios de la década de 2000, Butler recomenzó su carrera como artista plástico. Ha inaugurado exposiciones en galerías de las ciudades de Nueva York, Miami (Waltman Ortega Fine Art) y Florencia, Italia. Una de sus obras, «Girl With a Map», se ha utilizado como carátula de un CD.

## Vida privada
Richard Butler tiene una hija, Maggie Mozart Butler, nacida en septiembre de 1997. En septiembre de 2020, Butler contrajo matrimonio con la modelo y actriz Erika Anderson conocida por las películas Pesadilla en Elm Street 5 y Zandalee, y por su participación en la serie Twin Peaks, en el papel de Selena Swift.

## Discografía
Richard Butler
- Richard Butler y Jon Carin (album) (2006)

The Psychedelic Furs
- The Psychedelic Furs (1980)
- Talk Talk Talk (1981)
- Forever Now (1982)
- Mirror Moves (1984)
- Midnight to Midnight (1987)
- Book of Days (1989)
- World Outside (1991)
- Made of Rain (2020)

Love Spit Love
- Love Spit Love (1994)
- Trysome Eatone (1997)